# 逆走警告

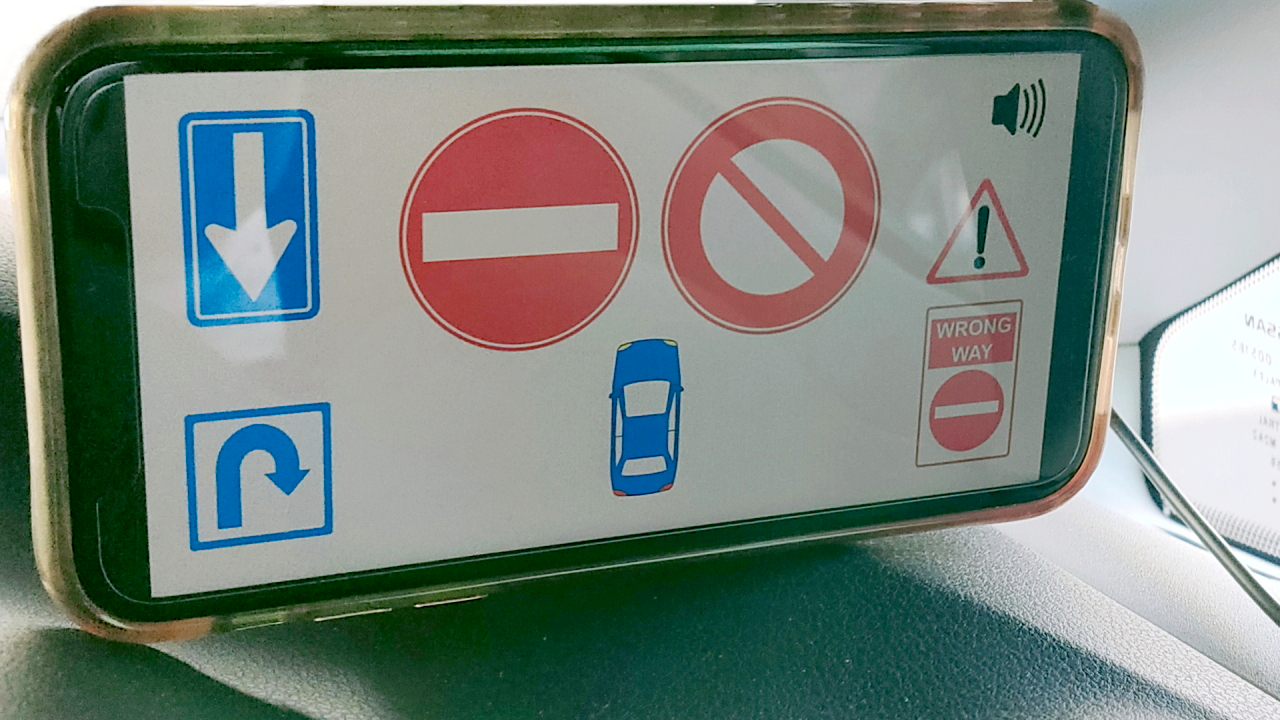
逆走警告のイメージ画面。逆走警告機能をサポートしたカーナビも製品化されている。

逆走警告（ぎゃくそうけいこく、英語: Wrong-way driving warning）は、逆走を防ぐために2010年に導入された新しい先進運転支援システムである。
車両進入禁止、一方通行または追越し禁止などの標識をカメラにより認識（検知）、またはGPSデータ、地図データ、車速などのセンサーからの情報を分析して判断をする逆走検知機能により、運転手の逆走よる重大事故を防ぐために、視覚的、聴覚的に警報を発する。

## 開発
- 2010年に、日産は、高速道路を間違った方向に走行しているドライバーに警告するGPS対応の警告システムを開発した。最初の応用は、日産フーガハイブリッド高級セダン。このシステムは、GPS測位データ、地図データ、車速データを使用して、車両が交通の流れに逆らって走行しているかどうかを判断する。システムは、道路の交差点周辺など、通常の方向を測定するための領域を識別する。車両がその領域を通過すると、システムはその進行方向を記録し、車両が再びそのエリアに入り、システムが反対方向に運転していると判断した場合、音声と視覚による警告が表示される[2][4][5]。

- 2011年、トヨタは、ナビゲーションシステムに組み込まれた逆走事故警報を導入した（国内のみ）[6]。逆走ドライバーに画面上および音声警報で警告する。この機能は、料金所、サービスエリアのランプ、ターンオフ、ジャンクションなど、高速道路や選択された有料道路の車両の方向を監視する。この新機能は、通信ベースの地図更新技術と、GPS、ジャイロ、車速などのセンサーからの情報を使用して正確な車両の動きを判断するピンポイント位置認識技術の進歩によって可能になった[7][8]。

- 2013年、メルセデス・ベンツは、メルセデス・ベンツSクラス（W222） [9]およびメルセデス・ベンツEクラス（W212）に逆走警告機能を導入した。